# Hanford (Kalifornien)
Hanford ist eine Stadt im Kings County im US-Bundesstaat Kalifornien.

## Geschichte
1877 errichtete die Southern Pacific Railway eine Bahnstrecke, die die Siedlung chinesischer Schäfer durchquerte. Am 17. Januar 1877 wurde begonnen, Parzellen zu verkaufen. Die Siedlung wurde nach dem Eisenbahndirektor James Madison Hanford (1827–1911) benannt, da dieser  selbst großes Interesse an den Grundstücken der Region gezeigt hatte. Hanford wurde zu einem Handelszentrum.
In der nachfolgenden Zeit gab es am 12. Juli 1887 sowie am 19. Juni 1891 verheerende Brände, die jeweils die Innenstadt und das Geschäftsviertel vollständig vernichteten. Am 19. Juli 1891 beantragte eine Gruppe von Geschäftsleuten die Stadtgründung. Die Wahl am 8. August 1891 endete mit dem Ergebnis von 127 Stimmen für die Gründung einer eigenständigen Stadt und 47 für eine Eingliederung ins Tulare County. Vier Tage später wurden die handschriftlichen Statuten beim Staatssekretär eingereicht und damit förmlich am 12. August 1891 die Stadt Hanford ausgerufen. Als 1893 der Kings County aus Teilen des Tulare Countys gebildet wurde, wurde Hanford zum Verwaltungssitz.
In der jungen Stadt gab es dann schnell Kirchen, Schulen und ein Opernhaus. Es war das einzige Opernhaus zwischen Los Angeles und San Francisco. 1923 begann der Bau einer Halle, die als Civic Auditorium bekannt, und 1924 fertiggestellt wurde. Sie steht heute in der Innenstadt von Hanford. Das Hauptauditorium wird von Gemeindegruppen und Organisationen intensiv genutzt.
Sie ist unter anderem als Sitz des Kings Symphony Orchestra und des 1974 errichteten Hanford Carnegie Museums bekannt, das aus der gleichnamigen Bibliothek (Carnegie-Bibliothek) hervorging.

## Wirtschaft
Das Elektrofahrzeug-Unternehmen Faraday Future gab am 7. August 2017 bekannt, dass ein Pachtvertrag für eine neue Produktionsstätte in Hanford unterzeichnet wurde und die Sanierungs- und Vorbereitungsarbeiten begannen. Die neue Produktionsstätte ist ein seit 2001 leerstehendes Fabrikationsgelände von Pirelli⊙ und besitzt eine Größe von 300.000 m². Sie bietet Raum für 1300 Arbeitsplätze in 3 Schichten.

## Söhne und Töchter der Stadt
- Cecilia Agraz (* 1991), Volleyball-, Beachvolleyball- und Beachhandballspielerin
- Leslie Bassett (1923–2016), Komponist und Pulitzer-Preisträger
- Tyson Chandler (* 1982), Basketballspieler
- Dameane Douglas (* 1976), Footballspieler
- Tyler Henry Koelewyn (* 1996), Reality-Show-Persönlichkeit
- Ariane Koizumi (* 1963), Schauspielerin und Model
- Scott Parker (* 1978), Eishockeyspieler
- Sean Parnell (* 1962), Gouverneur von Alaska (2009–2014)
- Steve Perry (* 1949), Sänger
- Phillip Pine (1920–2006), Schauspieler, Filmregisseur und Drehbuchautor
- Matt Shively (* 1990), Schauspieler
- Margaret H. Wright (* 1944), Mathematikerin